# خوسيه غوسماو
خوسيه غوسماو هو اقتصادي وسياسي برتغالي، ولد في 20 يوليو 1976 في لشبونة في البرتغال. نشط حزبياً في Left Bloc (Portugal) ‏. في 2009 Portuguese legislative election ‏، انتخب عضو مجلس الجمهورية ‏ عن دائرة شنترين ‏ وقد انضم خلال فترته النيابية ‏ للكتلة البرلمانية Left Bloc (Portugal) ‏ وفي انتخابات البرلمان الأوروبي 2019، انتخب عضو في البرلمان الأوروبي عن دائرة البرتغال ‏ لترشحه ضمن قائمة Left Bloc (Portugal) ‏، وقد انضم خلال فترته النيابية (2 يوليو 2019 – ) للكتلة البرلمانية اليسار المتحد الأوروبي-اليسار الأخضر النوردي.